# Nasiechowice (gromada)
Nasiechowice – dawna gromada, czyli najmniejsza jednostka podziału terytorialnego Polskiej Rzeczypospolitej Ludowej w latach 1954–1972.
Gromady, z gromadzkimi radami narodowymi (GRN) jako organami władzy najniższego stopnia na wsi, funkcjonowały od reformy reorganizującej administrację wiejską przeprowadzonej jesienią 1954 do momentu ich zniesienia z dniem 1 stycznia 1973, tym samym wypierając organizację gminną w latach 1954–1972.
Gromadę Nasiechowice z siedzibą GRN w Nasiechowicach utworzono – jako jedną z 8759 gromad na obszarze Polski – w powiecie miechowskim w woj. krakowskim, na mocy uchwały nr 24/IV/54 WRN w Krakowie z dnia 6 października 1954. W skład jednostki weszły obszary dotychczasowych gromad Janikowice, Dziewięcioły i Nasiechowice ze zniesionej gminy Kacice w tymże powiecie. Dla gromady ustalono 13 członków gromadzkiej rady narodowej.
15 października 1956 (dzień ogłoszenia uchwały) ze wsi Jankowice w gromadzie Nasiechowice wyłączono obszar o powierzchni 11,58 ha (gospodarstwa obywateli Lecha Wincentego, Luty Jana, Szydło Zofii i Jednakiej Marii) włączając go do gromady Prandocin.
Gromadę zniesiono 31 grudnia 1961, a jej obszar włączono do gromad Prandocin (wieś Janikowice) i nowo utworzonej Pojałowice (wsie Dziewięcioły i Nasiechowice).